# Marina Nichișenco
Marina Marghieva, coniugata Nichișenco (in russo Марина Сослановна Маргиева?; Vladikavkaz, 28 giugno 1986), è una martellista moldava.
È la sorella maggiore dei martellisti Zalina e Serghei.

## Biografia
Il 3 luglio 2012 viene trovata positiva ad un test antidoping allo stanozololo e squalificata due anni dalle competizioni dal 24 luglio 2012 al 23 luglio 2014.
In seguito alla squalifica ha subito l'annullamento dei risultati dalla data della positività.

## Palmarès
| Anno | Manifestazione  | Sede           | Evento              | Risultato | Misura  | Note |
| ---- | --------------- | -------------- | ------------------- | --------- | ------- | ---- |
| 2007 | Universiadi     | Bangkok        | Lancio del martello | 15ª (q)   | 58,66 m |      |
| 2008 | Giochi olimpici | Pechino        | Lancio del martello | 43ª (q)   | 62,12 m |      |
| 2009 | Universiadi     | Belgrado       | Lancio del martello | 7ª        | 68,10 m |      |
| 2009 | Mondiali        | Berlino        | Lancio del martello | 32ª (q)   | 64,83 m |      |
| 2010 | Europei         | Barcellona     | Lancio del martello | 5ª        | 70,77 m |      |
| 2011 | Universiadi     | Shenzhen       | Lancio del martello | 7ª        | 65,83 m |      |
| 2011 | Mondiali        | Taegu          | Lancio del martello | 16ª (q)   | 67,95 m |      |
| 2012 | Europei         | Helsinki       | Lancio del martello | 15ª (q)   | 65,44 m |      |
| 2015 | Mondiali        | Pechino        | Lancio del martello | 25ª (q)   | 66,63 m |      |
| 2016 | Europei         | Amsterdam      | Lancio del martello | 14ª (q)   | 67,76 m |      |
| 2016 | Giochi olimpici | Rio de Janeiro | Lancio del martello | 24ª (q)   | 65,19 m |      |
| 2017 | Mondiali        | Londra         | Lancio del martello | 27ª (q)   | 64,63 m |      |
| 2018 | Europei         | Berlino        | Lancio del martello | 24ª (q)   | 64,37 m |      |